# Blaise Metreweli
Blaise Florence Metreweli CMG (gelegentlich auch in englischer Transkription Metreveli geschrieben) (* 1977 im London Borough of Brent) ist eine britische Nachrichtendienstlerin. Sie ist derzeit Generaldirektorin für Technologie und Innovation im Secret Intelligence Service (mit dem Codenamen „Q“) und soll am 1. Oktober 2025 die Leitung des auch MI6 genannten Geheimdienstes („C“) übernehmen.

## Kindheit und Ausbildung
Blaise Florence Metreweli ist ukrainischer Abstammung. Blaise Metrewelis Stiefvater war der Radiologe Constantine Metreweli. Ihr Großvater väterlicherseits, den sie nie kennen gelernt hatte, war Konstantin Dobrowolski (geboren 1906 - vermutlich 1944 gestorben), dieser war aus der Roten Armee desertiert und hatte mit dem Nazi-Regime kollaboriert und für Hitler-Deutschland spioniert. Dobrowolski war angeblich stolz auf seine Beteiligung an der Judenvernichtung, er wurde bekannt als „der Schlächter“ in Tschernihiw. Die Sowjets setzten ein Kopfgeld von 50.000 Rubel (heute 250.000 Dollar) auf ihn aus und nannten ihn den schlimmsten Feind der Ukraine.
Blaise Metreweli studierte bis 1999 Anthropologie am Pembroke College in Cambridge. 1997 gewann sie mit ihrem Team das Women’s Boat Race.

## Laufbahn
Metreweli trat 1999 in den MI6 ein und arbeitete ununterbrochen als Geheimdienstoffizierin, unter anderem auf Direktorenebene beim MI5. In dieser Sektion im Inlandsgeheimdienst war sie als "K" für die Beobachtung ausländischer Bedrohungen wie die aus Russland oder Iran verantwortlich.
Seit Juni 2025 ist Metreweli Generaldirektorin für Technologie und Innovation im MI6, bekannt als „Q“. Im Juni 2025 wurde sie als nächste Chefin des Secret Intelligence Service (MI6) angekündigt. Sie folgt auf dieser Position ab 1. Oktober 2025 Sir Richard Moore nach dessen Eintritt in den Ruhestand und wird damit die erste weibliche Chefin des MI6 sein – eine Position, die als „C“ bekannt ist.
Metreweli spricht fließend Arabisch und gilt als Expertin für den Nahen Osten.

## Auszeichnungen
Metreweli wurde im Rahmen der „King’s Birthday Honours 2024“ zum Companion of the Order of St. Michael & St. George (CMG) ernannt, wo sie als „Director General, Foreign, Commonwealth and Development Office“ mit der Begründung „For services to British Foreign Policy“ aufgeführt wurde.